# Kopaganj
Kopaganj es un pueblo y nagar Panchayat situado en el distrito de Mau en el estado de Uttar Pradesh (India). Su población es de 34782 habitantes (2011). 

## Demografía
Según el censo de 2011 la población de Kopaganj era de 34782 habitantes, de los cuales 17880 eran hombres y 16902 eran mujeres. Kopaganj tiene una tasa media de alfabetización del 78,39%, superior a la media estatal del 67,68%: la alfabetización masculina es del 83,51%, y la alfabetización femenina del 72,96%.